# منتیخو
منتیخو (به اسپانیایی: Montijo, Spain) یک شهرستان در اسپانیا است که در استان باداخس واقع شده‌است.

## خصوصیات
منتیخو ۱۱۹٬۷ کیلومترمربع مساحت و ۱۶٬۲۷۹ نفر جمعیت دارد و ۲۰۱ متر بالاتر از سطح دریا واقع شده‌است.